# Теребов (Петриковский район)
Теребов (бел. Церабаў) — деревня в Мышанском сельсовете Петриковского района Гомельской области Беларуси.

## География

### Расположение
В 36 км на северо-восток от Петрикова, 10 км от железнодорожной станции Мышанка (на линии Лунинец — Калинковичи), 170 км от Гомеля.

### Гидрография
На реке Тремля (приток реки Припять).

## Транспортная сеть
Транспортные связи по просёлочной, затем автомобильной дороге Лунинец — Калинковичи. Планировка состоит из разделённых рекой частей: восточной (изогнутая меридиональноя улица вдоль реки)и западной (2 изогнутые, плотно между собой поставленные, близкой к меридиональной ориентации улицы). Застройка деревянная усадебного типа.

## История
По письменным источникам известна с XVIII века как деревня в Мозырском повете Минского воеводства Великого княжества Литовского. После 2-го раздела Речи Посполитой (1793 год) в составе Российской империи. В 1795 году действовала церковь. Обозначена на карте 1866 года, которая использовалась Западной мелиоративной экспедицией, работавшей в этих местах в 1890-е годы. Неподалёку, на юге, находилось селение Малый Теребов. В 1871 году здание церкви перестроено. На кладбище имелась часовня. В 1906 году жители (до 300 человек) оказали вооружённое сопротивление полиции, которая, защищая интересы помещика Исакова, не позволяла крестьянам пасти свой скот на спорных участках лугов. В 1908 году в Копаткевичской волости Мозырского уезда Минской губернии. В 1912 году открыта земская школа, которая размещалась в наёмном крестьянском доме.
С 20 августа 1924 года до 16 июля 1954 года центр Теребовского сельсовета Копаткевичского, с 8 июля 1931 года Мозырского, с 12 февраля 1935 года Копаткевичского районов Мозырского (до 26 июля 1930 года и с 21 июня 1935 года по 20 февраля 1938 года) округа, с 20 февраля 1938 года Полесской, с 8 января 1954 года Гомельской областей.
В 1930 году организован колхоз. Действовала начальная школа (в 1935 году 158 учеников). Во время Великой Отечественной войны 17 августа 1941 года из бойцов Копаткевичского истребительного батальона создан Копаткевичский партизанский отряд. В боях около деревни погибли 144 советских солдата (похоронены в братской могиле около школы). В мае 1944 года жители деревни, которая находилась в прифронтовой полосе, в целях их безопасности были переселены к началу операции «Багратион» в деревню Сырод (Калинковичский район). 124 жителя погибли на фронте. Согласно переписи 1959 года в составе совхоза «Мышанка» (центр — деревня Мышанка). Действовали отделение связи, клуб, 9-летняя школа, библиотека, фельдшерско-акушерский пункт.

## Население

### Численность
- 2004 год — 187 хозяйств, 334 жителя.

### Динамика
- 1795 год — 45 дворов.
- 1816 год — 271 житель.
- 1897 год — 83 двора, 546 жителей (согласно переписи).
- 1908 год — 116 дворов, 690 жителей.
- 1917 год — 887 жителей.
- 1921 год — 165 дворов, 985 жителей.
- 1959 год — 895 жителей (согласно переписи).
- 2004 год — 187 хозяйств, 334 жителя.